# 张洪潮
张洪潮，大连理工大学机械工程学院可持续设计与制造研究所所长，中华人民共和国教育部长江学者讲座教授，德克萨斯理工大学工业工程系教授，主要从事可持续制造，绿色制造及其再制造领域的研究工作。